# Kirche Ducherow

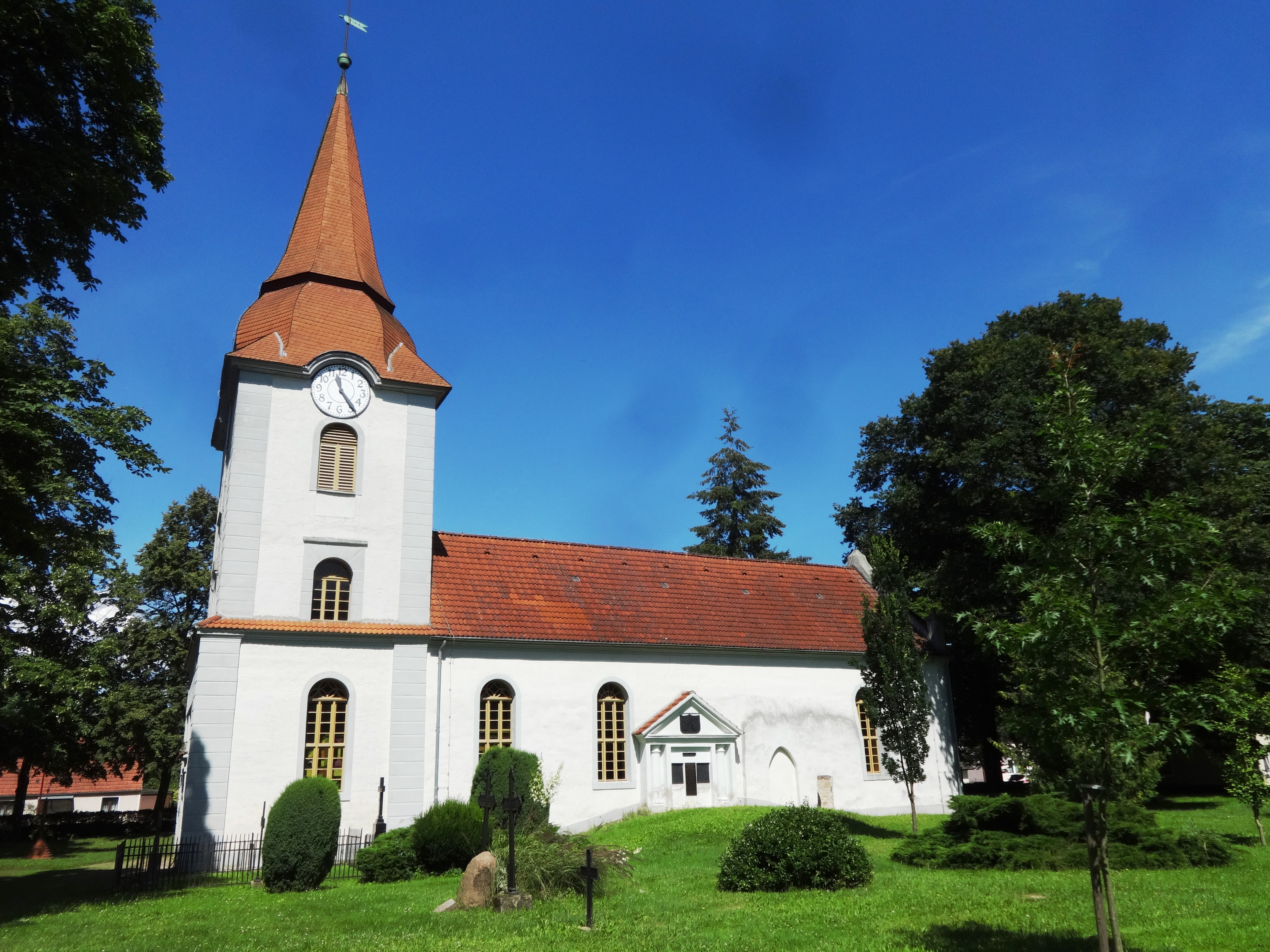
Kirche Ducherow

Die evangelische Kirche Ducherow ist eine vermutlich aus dem 15. Jahrhundert stammende Feldsteinkirche in Ducherow in Vorpommern. Die Kirchgemeinde gehört seit 2012 zur Propstei Pasewalk im Pommerschen Evangelischen Kirchenkreis der Evangelisch-Lutherischen Kirche in Norddeutschland. Vorher gehörte sie zum Kirchenkreis Greifswald der Pommerschen Evangelischen Kirche.

## Lage
Durch den Ort verläuft die Hauptstraße in West-Ost-Richtung. Von ihr zweigt nach Süden die Hinterstraße ab, die in einem Bogen um das Gebäude führt. Östlich der so eingeschlossenen Fläche zweigt der Amtsweg von der Hinterstraße in nördlicher Richtung ab und verbindet so wiederum die Hauptstraße. Inmitten dieser Fläche steht die Kirche auf einem Grundstück, das durch Feldsteine eingefriedet ist.

## Geschichte
Im Jahr 1307 ist bereits ein Nicolaus Kerchere (Kirchherr) in Ducherow als Pastor benannt. Zu dieser Zeit hatte das Kloster Stolpe das Kirchenpatronat inne, welches es 1328 auf Lebenszeit dem Herzog Barnim III. überließ. Ursprünglich war sie die Mutterkirche zu Busow und Bugewitz. Doch sowohl die Kirchengemeinde wie auch das Dehio-Handbuch geben als Baudatum „vermutlich“ das 15. Jahrhundert an. Beide äußern sich jedoch nicht dazu, ob die Kirche möglicherweise auf einem Vorgängerbau errichtet wurde. Eine Informationstafel vor der Kirche gibt hingegen an, dass es sich um einen mittelalterlichen Findlingsbau aus dem 13. Jahrhundert handeln soll. Im Dreißigjährigen Krieg – anderen Angaben zufolge im Zweiten Nordischen Krieg – wurde sie zerstört und 1718 wieder aufgebaut. 1744 stockten Handwerker unter der Leitung des Baudirektors Andreas Christoph Neumann den Kirchturm auf drei Geschosse auf und versahen ihn mit einer welscher Haube. In dieser Zeit hatte der preußische Generalfeldmarschalls Kurt Christoph von Schwerin das Kirchenpatronat inne. Vermutlich wurde zu dieser Zeit auch die Kirchenausstattung erneuert. 1914 stiftete der damalige Patronatsherr Graf Ulrich von Schwerin zur Konfirmation seiner Tochter ein Carillon. Die Turmuhrenfabrik Rochlitz in Berlin fertigte aus Bronze acht Glocken. Im Zweiten Weltkrieg musste die Kirchengemeinde alle Glocken im Zuge einer Metallspende des deutschen Volkes abliefern. Lediglich die älteste und größte von 1472 blieb erhalten. Im Jahr 1990 wurde die Kirche im Innern neu ausgemalt. 1991 erhielt sie eine neue Turm- und Dacheindeckung aus Ziegeln und wurde im Jahr 2002 neu weiß verputzt.

## Baubeschreibung

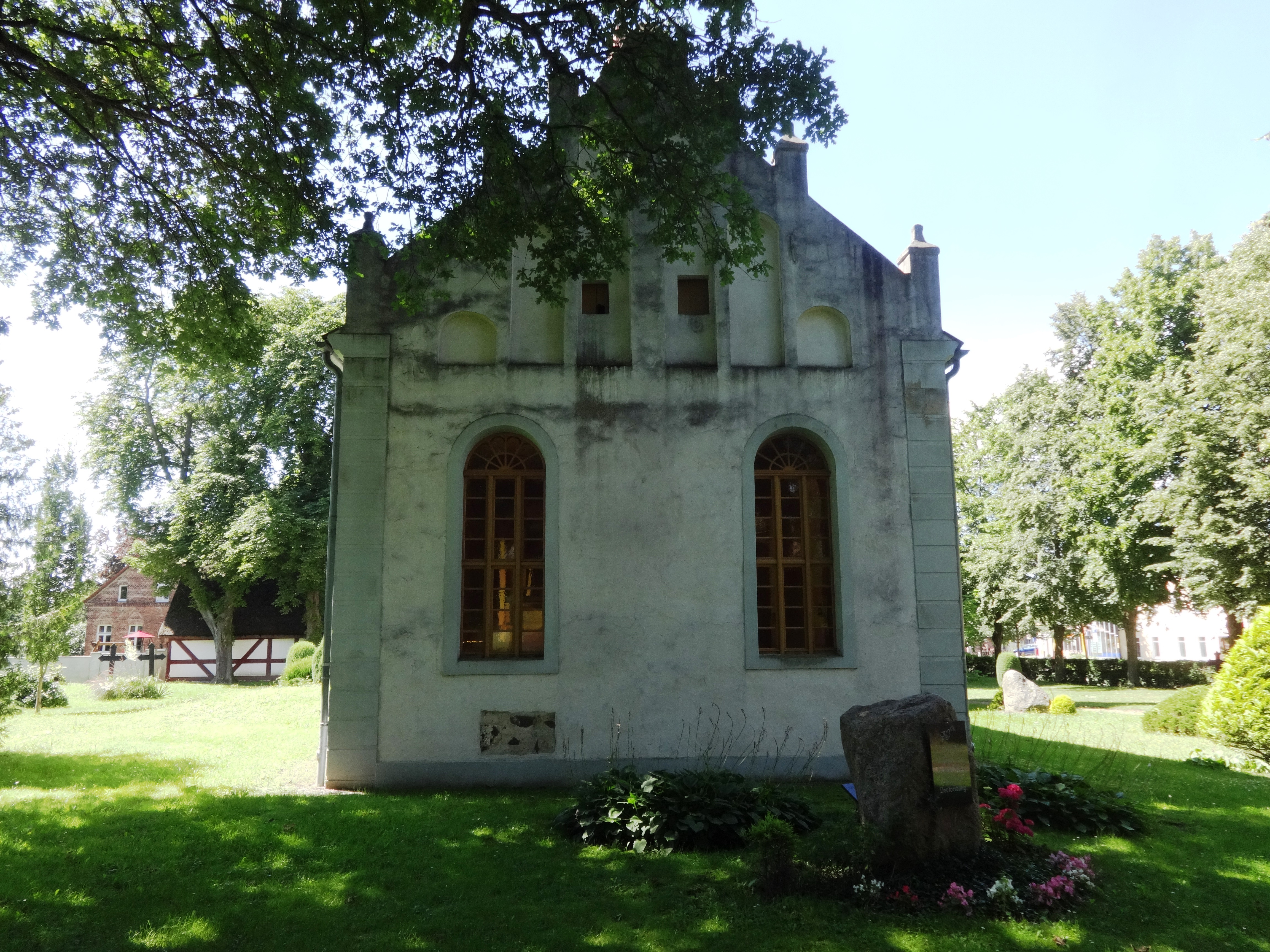
Ansicht von Osten

Der Chor ist gerade und nicht eingezogen. Die Ostwand wird von zwei großen Rundbogenfenstern dominiert, deren Begrenzung durch helle Faschen nochmals betont wird. Gleiches gilt für die Gebäudeecken, die mit Lisenen hervorgehoben werden. Darüber ist ein ebenfalls verputzter, mit Fialen verzierter Giebel mit sechs aufsteigenden Blenden.
Die Form der Chorfenster findet sich auch auf der nördlichen Seite des Kirchenschiffs. Hier sind je zwei paarweise gruppierte Fenster auf der ansonsten schlichten Fassade verbaut. An der Südseite sind im westlichen Bereich ebenfalls zwei Fenster. Rechts daneben ist ein klassizistisches Epitaph derer von Schwerin. Rechts daneben ist eine kleine, spitzbogenförmige und zugesetzte Pforte, gefolgt von einer sorgfältig freigelegten, rechteckigen Fläche, die einen Blick auf das Mauerwerk freigibt (Denkmalschutz?). Die Wand schließt nach Osten hin mit einem weiteren großen Rundbogenfenster ab.
Der querrechteckige Westturm nimmt die volle Breite des Kirchenschiffs auf. Seine Ecken sind mit einem Quaderputz gegliedert; im unteren Geschoss zieren weitere Lisenen die westliche Fassade. Dazwischen ist mittig eine kleine, gedrückt-segmentbogenförmige Pforte mit einem schmalen Vordach. Darüber ist ein Vers aus dem 5. Buch Mose zu sehen: „Gesegnet wirst du sein bei deinem Eingang / und gesegnet wirst du sein bei deinem Ausgang.“ (5 Mose 28,6). An der Nord- und Südwand ist je ein Rundbogenfenster. Das mittlere Turmgeschoss wird durch ein kleines, umlaufendes Dach verjüngt. An der Westfassade finden sich erneut gequaderten Ecken, die im mittleren Bereich eine bogenförmige Blende, eine darüberliegende Klangarkade sowie eine Turmuhr umfassen. Dieser Quaderputz fehlt an der Nord- und Südseite. Hier sind je ein Fenster sowie eine Klangarkade und Uhr. Die Welsche Haube schließt mit einer Turmkugel und Wetterfahne ab.

## Ausstattung

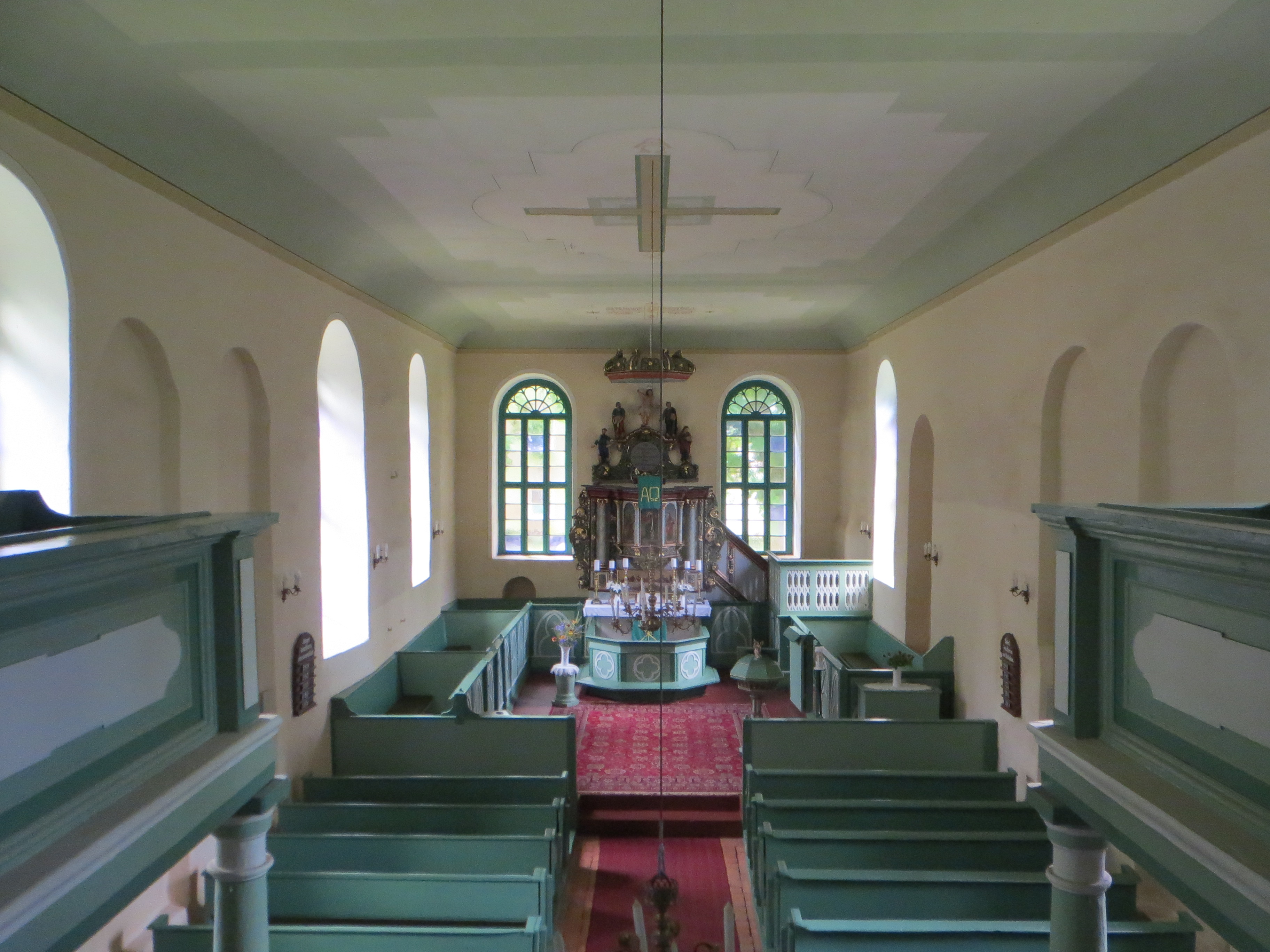
Blick in den Innenraum Richtung Chor

Die barocke Kanzel, die aus dem 17. Jahrhundert stammt, wurde 1860 über den Altar gesetzt. Der polygonale Kanzelkorb wurde dabei mit Blattranken geschmückt; die Kassetten mit Gemälden von Jesus Christus sowie den Aposteln Jakobus, Johannes, Paulus und Petrus verziert. Der Schalldeckel ist mit einer plastischen Figurengruppe mit Jesus Christus und den der vier Evangelisten versehen; der Kanzelfuß – ursprünglich von Mose getragen – mit der Szene aus dem Abendmahl Jesu. Das Dehio-Handbuch bezeichnet den Aufbau als „von guter Qualität“. Auf der Südseite des Altarraums befindet sich ein runder Grabstein des ab 1569 als Pastor tätigen Henricus Schulte. Ein weiteres Epitaph erinnert an R. Heise und stammt aus dem Anfang des 16. Jahrhunderts. Unterhalb des Heiligtums befindet sich eine Gruft, die seit dem Jahr 1860 verschlossen ist.
Die Orgel auf der Westempore wurde 1850 von der Firma F. W. Kaltschmidt aus Stettin gefertigt und im Jahr 2006 restauriert. Das Bauwerk ist in seinem Innern flach gedeckt und trägt am Übergang eine Voute. Einzelne Stücke der ursprünglich bemalten Balkendecke wurden von den Handwerkern im Turm wiederverwendet.
Am äußeren, südlichen Kirchenschiff ist ein Wandgrab derer von Schwerin. Es ist einer Ädikula nachempfunden und stammt aus dem Anfang des 19. Jahrhunderts.
Das Geläut der Kirche besteht zunächst aus einer großen Bronzeglocke von 1472. Auf ihr ist das lateinische Weihegebet eingeprägt: O Rex gloriae tuae, veni cum pace. a.D. MCCCCLXXII. („O König deiner Herrlichkeit, komm mit Friede. Im Jahr des Herrn 1471.“) Nach dem Zweiten Weltkrieg ließ die Kirchengemeinde im Jahr 1957 zwei weitere, gusseiserne Glocken anfertigen. 1997 kamen die acht zuvor demontierten Glocken hinzu. Täglich werden drei Melodien gespielt: morgens um 8:00 Uhr „Wach auf mein Herz und singe“ von Paul Gerhardt, mittags um 12:00 Uhr „Jesu geh voran auf der Lebensbahn“ und „Nun ruhen alle Wälder“ um 19:00 Uhr bzw. im Winter um 17:00 Uhr.
Östlich des Chors steht ein Findling mit einer Gedenkplatte, welche die Aufschrift trägt: „Im Gedenken / an Opfer von / Gewalt, Krieg, / Flucht und / Vertreibung“. Darüber ist eine Friedenstaube abgebildet. Nördlich dieses Steines ist eine kleine Gedenktafel mit der Aufschrift: „1945 wurden hier / 4 Soldaten und / 2 Frauen / beigesetzt.“.